# 1. division 1953-1954
La 1. Division 1953-1954 è stata la 41ª edizione della massima serie del campionato danese di calcio conclusa con la vittoria del Køge BK, al suo primo titolo.
Capocannoniere del torneo fu Jens-Carl Christensen dell'AB con 12 reti.

## Classifica finale
|    | Classifica    | G  | V  | N | P | GF | GS | DR  | Pti |
| -- | ------------- | -- | -- | - | - | -- | -- | --- | --- |
| 1  | Køge BK       | 18 | 10 | 3 | 5 | 45 | 34 | +11 | 23  |
| 2  | KB            | 18 | 7  | 6 | 5 | 27 | 24 | +3  | 20  |
| 3  | AB            | 18 | 8  | 3 | 7 | 30 | 22 | +8  | 19  |
| 4  | BK Frem       | 18 | 6  | 6 | 6 | 29 | 29 | 0   | 18  |
| 5  | Skovshoved IF | 18 | 7  | 4 | 7 | 30 | 31 | -1  | 18  |
| 6  | Odense        | 18 | 7  | 4 | 7 | 33 | 37 | -4  | 18  |
| 7  | AGF (*)       | 18 | 7  | 3 | 8 | 31 | 31 | 0   | 17  |
| 8  | B 1903        | 18 | 5  | 6 | 7 | 25 | 28 | -3  | 16  |
| 9  | Esbjerg       | 18 | 6  | 4 | 8 | 26 | 35 | -9  | 16  |
| 10 | B 93          | 18 | 5  | 5 | 8 | 27 | 32 | -5  | 15  |

(*) Squadra neopromossa

## Verdetti
- Køge BK Campione di Danimarca 1953-54.
- B 93 retrocesso.